# Zapasy na Letnich Igrzyskach Olimpijskich 1948 – kategoria do 57 kg w stylu wolnym
Zmagania mężczyzn do 57 kg to jedna z ośmiu męskich konkurencji w zapasach w stylu wolnym rozgrywanych podczas Letnich Igrzysk Olimpijskich 1948. Pojedynki w tej kategorii wagowej odbyły się w dniach 29–31 lipca.
Punktacja opierała się na systemie „złych punktów karnych”. Przegrany otrzymywał 3 punkty za „łopatki” lub jednomyślną przegraną, a dwa punkty za porażkę 2-1. Zwycięzca otrzymywał jeden punkt za wygraną 2-1, a w pozostałych przypadkach zero. W każdej z rund odpadł zawodnik, który zgromadził łącznie pięć punktów lub więcej.

## Klasyfikacja[1]
| Lp. | Państwo          | Zawodnik          |
| --- | ---------------- | ----------------- |
| 1   | Turcja           | Nasuh Akar        |
| 2   | USA              | Gerald Leeman     |
| 3   | Francja          | Charles Kouyos    |
| 4   | Belgia           | Joseph Trimpont   |
| 5   | Węgry            | Lajos Bencze      |
| .   | Wielka Brytania  | Ray Cazaux        |
| .   | Egipt            | Sad Hafiz Szihata |
| .   | Szwecja          | Erik Persson      |
| 9   | Korea Południowa | Han Sang-ryong    |
| .   | Finlandia        | Erkki Johansson   |
| 11  | Indie            | Nirmal Bhose      |
| 12  | Kanada           | Norman May        |
| .   | Kuba             | Fabio Santamaría  |
| .   | Filipiny         | Francisco Vicera  |
| .   | Szwajcaria       | Walter Wenger     |

## Wyniki
* „Łopatki” (ang. fall, touche) – pozycja w której zawodnik dotyka łopatkami maty (oznaczająca koniec walki).

### Pierwsza runda[2]
| Zwycięzca       | Punkty karne | Wynik        | Przegrany         | Punkty karne |
| --------------- | ------------ | ------------ | ----------------- | ------------ |
| Lajos Bencze    | 1            | Decyzja, 2:1 | Erkki Johansson   | 2            |
| Erik Persson    | 1            | Decyzja, 3:0 | Walter Wenger     | 3            |
| Charles Kouyos  | 1            | Decyzja, 3:0 | Sad Hafiz Szihata | 3            |
| Joseph Trimpont | 0            | Łopatki      | Fabio Santamaría  | 3            |
| Nasuh Akar      | 0            | Łopatki      | Norman May        | 3            |
| Ray Cazaux      | 1            | Decyzja, 3:0 | Francisco Vicera  | 3            |
| Gerald Leeman   | 0            | Łopatki      | Nirmal Bhose      | 3            |
| Han Sang-ryong  | 0            | Bez walki    |                   |              |

### Druga runda[3]
| Zwycięzca         | Punkty karne | Wynik        | Przegrany        | Punkty karne |
| ----------------- | ------------ | ------------ | ---------------- | ------------ |
| Erik Persson      | 2            | Decyzja, 3:0 | Han Sang-ryong   | 3            |
| Nasuh Akar        | 1            | Decyzja, 3:0 | Walter Wenger    | 6            |
| Lajos Bencze      | 2            | Decyzja, 3:0 | Norman May       | 6            |
| Erkki Johansson   | 3            | Decyzja, 2:1 | Nirmal Bhose     | 5            |
| Gerald Leeman     | 0            | Łopatki      | Ray Cazaux       | 4            |
| Charles Kouyos    | 1            | Łopatki      | Francisco Vicera | 6            |
| Sad Hafiz Szihata | 3            | Łopatki      | Fabio Santamaría | 6            |
| Joseph Trimpont   | 0            | Bez walki    |                  |              |

### Trzecia runda[4]
| Zwycięzca       | Punkty karne | Wynik        | Przegrany         | Punkty karne |
| --------------- | ------------ | ------------ | ----------------- | ------------ |
| Joseph Trimpont | 1            | Decyzja, 3:0 | Han Sang-ryong    | 6            |
| Nasuh Akar      | 2            | Decyzja, 3:0 | Erik Persson      | 5            |
| Gerald Leeman   | 1            | Decyzja, 3:0 | Lajos Bencze      | 5            |
| Charles Kouyos  | 1            | Łopatki      | Erkki Johansson   | 6            |
| Ray Cazaux      | 5            | Decyzja, 3:0 | Sad Hafiz Szihata | 6            |

### Czwarta runda[5]
| Zwycięzca     | Punkty karne | Wynik        | Przegrany       | Punkty karne |
| ------------- | ------------ | ------------ | --------------- | ------------ |
| Nasuh Akar    | 2            | Łopatki      | Joseph Trimpont | 4            |
| Gerald Leeman | 2            | Decyzja, 3:0 | Charles Kouyos  | 4            |

### Piąta runda[6]
| Zwycięzca     | Punkty karne | Wynik        | Przegrany       | Punkty karne |
| ------------- | ------------ | ------------ | --------------- | ------------ |
| Gerald Leeman | 3            | Decyzja, 3:0 | Joseph Trimpont | 7            |
| Nasuh Akar    | 2            | Łopatki      | Charles Kouyos  | 7            |

### Szósta runda[7]
| Zwycięzca  | Punkty karne | Wynik   | Przegrany     | Punkty karne |
| ---------- | ------------ | ------- | ------------- | ------------ |
| Nasuh Akar | 2            | Łopatki | Gerald Leeman | 6            |